# Friedrich A. Lutz
Friedrich August Lutz (* 29. Dezember 1901 in Saarburg, Elsass-Lothringen; † 4. Oktober 1975 in Zürich) war ein deutscher Wirtschaftswissenschaftler.

## Leben
Der Sohn eines Brauereibesitzers studierte Nationalökonomie an den Universitäten Heidelberg und Berlin. 1925 promovierte er bei Walter Eucken in Tübingen. 1932 wurde er bei Eucken in Freiburg im Breisgau mit einer Arbeit über Das Konjunkturproblem in der Nationalökonomie habilitiert. 1937 heiratete er die Wirtschaftswissenschaftlerin Vera Constance Smith aus Großbritannien, mit der er 1938 in die Vereinigten Staaten emigrierte. Von 1938 bis 1947 war er außerordentlicher, von 1947 bis 1952 ordentlicher Professor an der Princeton University. Von 1953 bis 1972 war Lutz Professor für theoretische Sozialökonomie und Geschichte der Sozialökonomie an der Universität Zürich.
Lutz gehörte zur von seinem Lehrer Eucken begründeten Freiburger Schule der Nationalökonomie, die sich von der historischen Methode abwandte und sich den theoretischen Grundlagen des marktwirtschaftlichen Systems zuwandte. Seine Publikationsschwerpunkte waren die Zins-, Geld- und Währungstheorie sowie die Ordnungs- und Wettbewerbspolitik.
Er war 1947 war Mitgründer der Mont Pelerin Society, die er von 1965 bis 1967 präsidierte. Von 1948 bis 1975 war er Mitherausgeber der Zeitschrift Ordo. Er war 1954 Mitgründer und von 1954 bis 1975 Vorstandsmitglied des Walter-Eucken-Instituts. In der zweiten Hälfte der fünfziger Jahre war er Berater der Bank für Internationalen Zahlungsausgleich. Von 1965 bis 1975 leitete er das Schweizerische Institut für Auslandforschung, im selben Zeitraum war er Mitglied des wissenschaftlichen Beirats beim deutschen Bundesministerium für Wirtschaft.

## Schriften (Auswahl)
- Der Kampf um den Kapitalbegriff in der neuesten Zeit. Göbel, Tübingen 1927 (Dissertation).
- Das Konjunkturproblem in der National-Ökonomie. Fischer, Jena 1932 (Habilitationsschrift).
- Grundproblem der Geldverfassung. Kohlhammer, Stuttgart 1936.
- Corporate cash balances 1914–43. Manufacturing and trade. National Bureau of Economic Research, New York 1945.
- mit Vera C. Lutz: The theory of investment of the firm. Princeton University Press, Princeton 1951.
- Geld und Währung. Gesammelte Abhandlungen. Mohr, Tübingen 1962 (mit Bibliographie).
- Politische Überzeugungen und nationalökonomische Theorie. Zürcher Vorträge. Mohr, Tübingen 1971 (mit Bibliographie).